# بیکتور گاویریا
بیکتور گاویریا (اسپانیایی: Víctor Gaviria‎؛ ۱۹ ژانویه ۱۹۵۵) یک شعر، نویسنده و کارگردان اهل کلمبیا است.
او بابت آثارش برندهٔ جوایز گوناگونی شده و نخستین کارگردان کلمبیایی است که فیلم‌هایش به جشنواره فیلم کن راه یافته‌است.
از فیلم‌ها یا مجموعه‌های تلویزیونی که وی در آن‌ها نقش داشته‌است می‌توان به دختر گل‌فروش اشاره نمود.